# Карпош (нос)
Вижте пояснителната страница за други значения на Карпош.
Носът Карпош (на английски: ’’Karposh Point’’) е свободен от лед, заоблен морски нос на северния бряг на остров Сноу, вдаващ се 400 м в протока Мортън. Разположен 2.34 км западно от крайната североизточна точка на полуостров Президент Хед, 2.37 км северно от нос Курило, 2.28 км на изток-югоизток от нос Гостун и 4.8 км на изток-югоизток от нос Тимблон. Прилежаща към нос Карпош и полуостров Президент Хед свободна от лед площ 303 ха. Районът е посещаван от ловци на тюлени през 19 век.
Координатите му са: 62°43′23″ ю. ш. 61°15′00″ з. д. / 62.723056° ю. ш. 61.25° з. д..
Наименуван е на Карпош, водач на българското освободително въстание от 1689 г. Името е официално дадено на 15 декември 2006 г.
Британско картографиране от 1968 г., българско от 2009 г.

## Карти
- L.L. Ivanov et al. Antarctica: Livingston Island, South Shetland Islands (from English Strait to Morton Strait, with illustrations and ice-cover distribution). Топографска карта в мащаб 1:100000. София: Antarctic Place-names Commission of Bulgaria, 2005.
- L.L. Ivanov. Antarctica: Livingston Island and Greenwich, Robert, Snow and Smith Islands. Scale 1:120000 topographic map. Troyan: Manfred Wörner Foundation, 2009. ISBN 978-954-92032-6-4